# Carbonellis aripuana
Carbonellis aripuana is een rechtvleugelig insect uit de familie Proscopiidae. De wetenschappelijke naam van deze soort is voor het eerst geldig gepubliceerd in 1979 door Piza.